# أكاري كيتو
أكاري كيتو (鬼頭明里 كيتو أكاري) هي مؤدية أصوات يابانية ولدت في 16 أكتوبر 1994 في محافظة آيتشي.

## أدوارها في الأنمي

### مسلسلات أنمي تلفزيونية
- سيف قاتل الشياطين - نيزوكو كامادو
- سيف قاتل الشياطين: قطار اللانهاية - نيزوكو كامادو
- سيف قاتل الشياطين: القطاع الترفيهي - نيزوكو كامادو
- فتاة الذئب و الأمير الأسود - كانا ياجيما
- البلدة في غيابي - هيرومي سوغيتا (سن العاشرة)
- رحلة العجائب 24 - كارين
- رحلة العجائب: ثأر الأشرار الثلاثة - كارين
- أليس وزوروكو - يوناغا هسناغيري
- أهلا بكم في صف سياسة الجدارة - سوزوني هوريكيتا
- بليند إس - كاهو هيناتا
- تيلز أوف زيستيريا ذا كروس - ليندا
- يوكيو هولدر! - ميزوري يوكيهيرو
- تابو تاتو - أرياباتا
- ملحمة غرانكريست - سيلوكا ميليتيس
- إن/سبيكتر - كوتوكو إيواناغا
- هاناكو-كن المقيد بالمرحاض - نيني ياشيرو
- شادوز هاوس - كيت شادو
- إكس-آرم - آرما
- تسوكيميتشي: مونليت فانتسي - ميو

### أفلام أنمي
- قاتل الشياطين الفيلم: قطار اللانهاية - نيزوكو كامادو
- قاتل الشياطين: الطريق إلى قرية صانعي السيوف -

نيزوكو كامادو

## أدوارها في ألعاب الفيديو
- ديمون سلاير: كيميتسو نو يايبا: ذا هينوكامي كرونيكلز - نيزوكو كامادو

## وصلات خارجية
- أكاري كيتو على موقع IMDb (الإنجليزية)
- أكاري كيتو على موقع ميوزك برينز (الإنجليزية)
- أكاري كيتو على موقع ديسكوغز (الإنجليزية)
- أكاري كيتو على موقع قاعدة بيانات الفيلم (الإنجليزية)
- أكاري كيتو على موقع ANN person (الإنجليزية)